# Alec Ingold
Alec Ingold (* 9. Juli 1996 in Green Bay, Wisconsin) ist ein US-amerikanischer American-Football-Spieler auf der Position des Fullbacks. Zurzeit spielt er für die Miami Dolphins in der National Football League (NFL). Zuvor stand Ingold von 2019 bis 2021 bei den Oakland / Las Vegas Raiders unter Vertrag.

## Frühe Jahre
Ingold wurde als Kleinkind von einer Familie in Green Bay adoptiert. Er ging in Suamico, Wisconsin, auf die Highschool. Später besuchte er die University of Wisconsin–Madison, wo er für das Collegefootballteam zunächst als Linebacker, danach als Runningback und schließlich als Fullback auflief. Als er sich für den NFL-Draft 2019 anmeldete, war er der einzige Fullback, der zum NFL Scouting Combine eingeladen wurde.

## NFL
Nachdem Ingold im NFL Draft 2019 nicht ausgewählt worden war, unterschrieb er am 3. Mai 2019 einen Vertrag bei den Oakland Raiders. Am zehnten Spieltag der Saison 2019 im Spiel gegen die Los Angeles Chargers konnte er seinen ersten Touchdown verbuchen.
Nachdem das Franchise der Raiders zur Saison 2020 nach Las Vegas umgezogen war, erzielte Ingold den ersten Touchdown für die Las Vegas Raiders in der neuen Heimspielstätte, dem Allegiant Stadium im Spiel gegen die New Orleans Saints.
Am zehnten Spieltag der Saison 2021 verletzte sich Ingold am Knie, weshalb er für den Rest der Saison ausfiel.
Zur Saison 2022 nahmen die Miami Dolphins Ingold unter Vertrag.